# 루사티아산맥

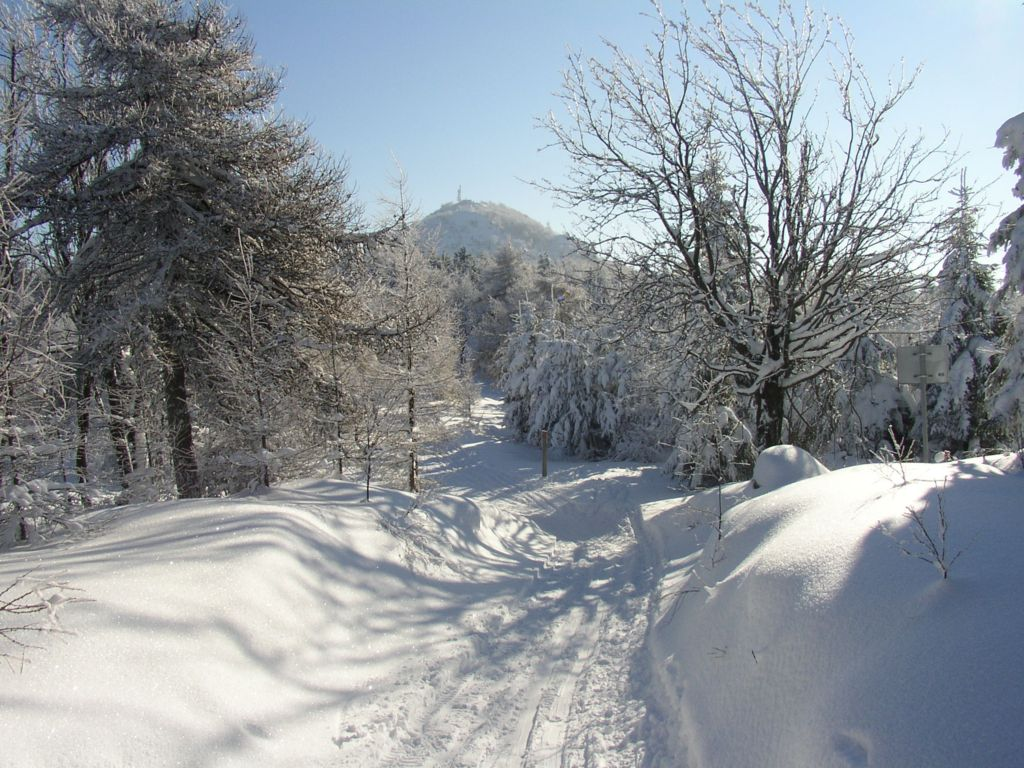
라우슈봉의 산등성이에 위치한 국가 횡단 스키 루트

루사티아산맥(독일어: Lausitzer Gebirge, 체코어: Lužické hory)은 독일과 체코의 엘베강 동쪽이 접경하는 서부 수디티즈에 걸쳐 있는 산맥으로, 엘베강 서쪽에 위치한 에르츠산맥의 연장이다. 산맥의 북부는 독일에 위치하며, 치타우산맥으로 불린다.

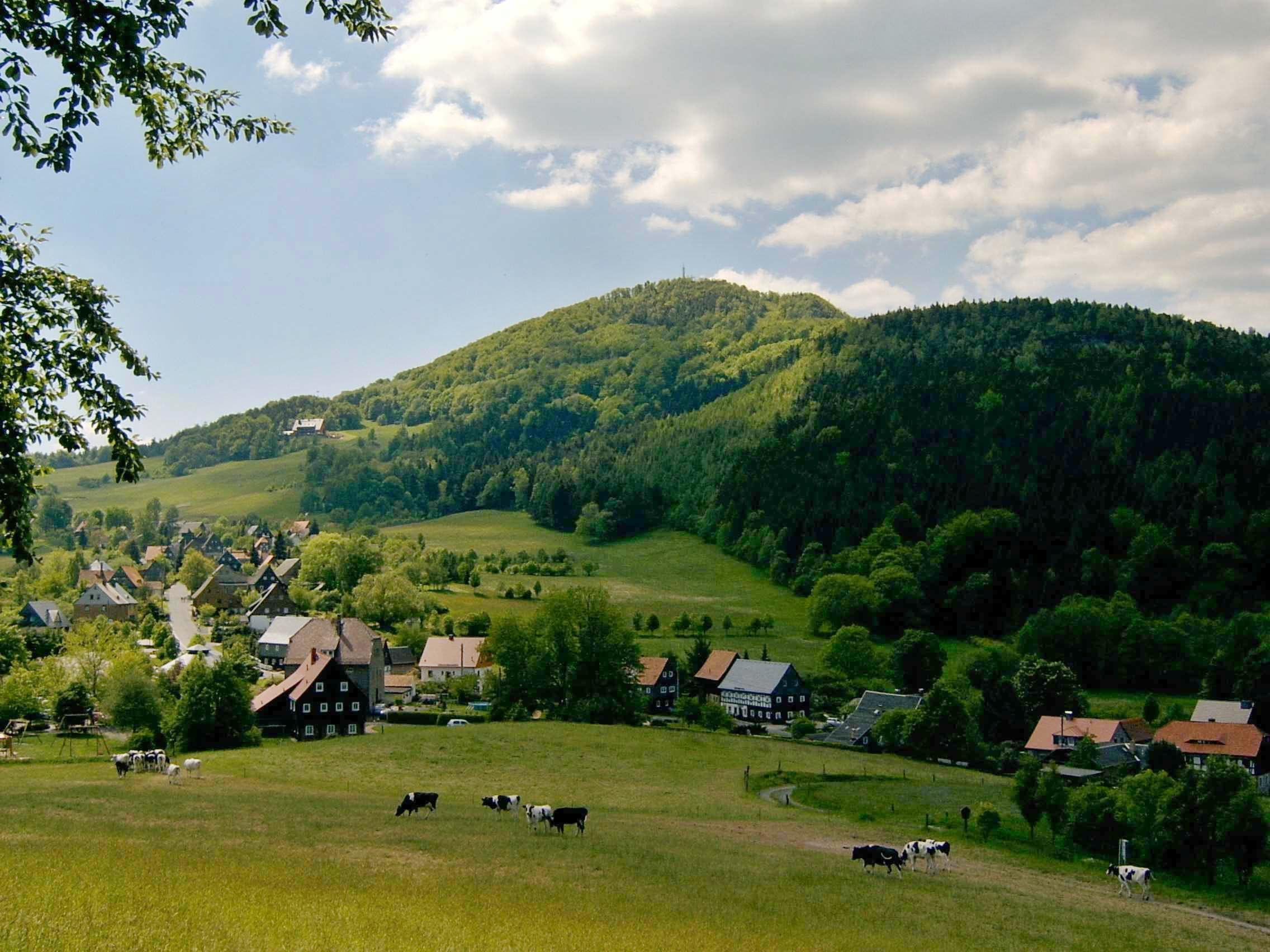
북쪽에서 바라본 라우슈봉

루사티아산맥은 북쪽으로는 실레지아, 남쪽으로는 보헤미아와 모라비아에 이르고 동쪽으로는 모라비아 고개에서 카르파티아산맥과 이어지는 수디티즈산맥의 서부로의 확장이다. 북서쪽으로는 루사티아 고원과 인접해 있다.
최고봉은 라우슈봉(793m)이다.